# Нетгазети
Нетгазети (или «Нетгазета», букв. значение Интернет-Газета) — независимое грузинское интернет-издание, основанное в 2010 году журналистами Мзией Амаглобели и Этер Турадзе, который ранее в 2001 году основали газету «Батумелеби». Создание «Нетгазети» преследовало цель расширить журналистское покрытие за пределы Батуми и Аджарии, охватив общенациональную и региональную аудиторию. Издание специализируется на политике, правах человека, социальных вопросах и журналистских расследованиях. Публикует материалы на грузинском и русском языках.

## Обзор
Netgazeti не раз получила признание за критические репортажи и глубокий анализ государственной политики и региональных событий. В 2015 году издание получило Премию Европейской прессы. Эта награда присуждается тем изданиям, которые, по мнению немецкого Zeit-Stiftung и норвежского Фонда свободы слова, «не боятся цензуры и репрессий».
В 2020 году после двухмесячного этапа тестирования Нетгазети официально запустила русскоязычную версию. Значительная часть контента, опубликованного на сайтах «Батумелеби» и «Нетгазети», стала доступна на русском языке, доступ к ней осуществляется с главной страницы.
По словам директора Мзии Амаглобели, инициатива направлена на улучшение доступа к информации для негрузиноязычных граждан Грузии, включая этнические меньшинства, жителей конфликтных регионов и всего Южного Кавказа. Она также выразила надежду, что в будущем будут введены дополнительные языковые версии издания.

### Цензура
На протяжении многих лет «Нетгазети», наряду с газетой «Батумелеби», сталкивались с дискриминацией, политическим давлением, запугиванием и притеснениями со стороны связанных с правительством лиц и групп, как во время правления «Единого национального движения», так и «Грузинской мечты».
Издание также вызвало недовольство российских властей, получив статус «организации, распространяющей антироссийскую пропаганду» и было запрещено в России. В 2022 году Роскомнадзор заблокировал русскоязычные версии «Нетгазети» и «Батумелеби».

### События 2025 года
12 января 2025 года один из основателей и директор «Батумелеби» и «Нетгазети» Мзия Амаглобели была арестована по обвинению в "нападении" на главу полиции Батуми Ираклия Дгебуадзе во время акции протеста в Батуми. Этот арест был широко воспринят как часть более масштабного подавления независимых СМИ в Грузии. В ответ посольства 14 стран-членов Коалиции за свободу СМИ выступили с совместным заявлением, требуя ее немедленного освобождения и выражая обеспокоенность запугиванием журналистов в Грузии. на 2025 февраля 4 года  Амаглобели объявила голодовку после ареста.